# José Donoso
José Manuel Donoso Yáñez, cunoscut sub numele de José Donoso, (n. 5 octombrie 1924, Santiago de Chile, Chile – d. 7 decembrie 1996, Santiago de Chile, Chile) a fost un scriitor, jurnalist și profesor chilian.
A trăit cea mai mare parte a vieții în Chile, deși a petrecut mulți ani în exil autoimpus în Mexic, Statele Unite și Spania. Deși și-a părăsit țara în anii șaizeci din motive personale, după 1973 a spus că exilul său a fost și o formă de protest împotriva dictaturii lui Augusto Pinochet. S-a întors în Chile în 1981 și a locuit acolo până la moartea sa.
Donoso este autorul unui număr de povestiri și romane, care au contribuit în mare măsură la boom-ul literar din America Latină. Cele mai cunoscute lucrări ale sale includ romanele Coronación (Încoronarea), El lugar sin límites (Iadul nu are limite) și El obsceno pájaro de la noche (Pasarea obscenă a nopții). Lucrările sale tratează o serie de teme, inclusiv sexualitatea, duplicitatea identității, psihologia și simțul umorului negru.

## Viața sa
Donoso s-a născut în Santiago din medicul José Donoso Donoso și Alicia Yáñez (nepoata lui Eliodoro Yáñez). A studiat la The Grange School, unde a fost colegi de clasă cu Luis Alberto Heiremans și Carlos Fuentes, și la Liceo José Victorino Lastarria (Liceul José Victorino Lastarria). Provenind dintr-o familie confortabilă, în copilărie a lucrat ca jongler și angajat de birou, cu mult înainte de a se dezvolta ca scriitor și profesor.
În 1945 a călătorit în cea mai suică parte a Chile și a Argentinei, unde a lucrat la ferme de oi din provincia Magallanes. Doi ani mai târziu, a terminat liceul și s-a înscris să studieze limba engleză la Institutul de Predare din Universidad de Chile (Universitatea din Chile). În 1949, datorită unei burse de la Fundația Doherty, a trecut la studiul literaturii engleze la Universitatea Princeton, unde a studiat sub profesori precum R. P. Blackmur, Lawrence Thompson și Allan Tate. Revista Princeton, MSS, a publicat primele sale două povestiri, ambele scrise în limba engleză: „The Blue Woman” (1950) și „The Poisoned Pastries” (1951). Donoso a absolvit o licență în arte în limba engleză de la Princeton în 1951, după ce a finalizat o teză de specialitate intitulată „Eleganța minții a lui Jane Austen. O interpretare a romanelor ei prin atitudinile eroinelor”.

## Carieră
În 1951, a călătorit în Mexic și America Centrală. S-a întors apoi în Chile și în 1954 a început să predea limba engleză la Universidad Católica (Universitatea Catolică) și la Kent School.
Prima sa carte, Veraneo y otros cuentos (Vacanța de vară și alte povești), a fost publicată în 1955 și a câștigat Premiul Municipal de Santiago (Premiul Municipal din Santiago) în anul următor. În 1957, în timp ce locuia cu o familie de pescari în Isla Negra, a publicat primul său roman, Coronación (Încoronarea), în care a descris clasele înalte de Santiaguina și decadența lor. Opt ani mai târziu, a fost tradus și publicat în Statele Unite de Alfred A Knopf și în Anglia de The Bodley Head.
În 1958, a părăsit Chile la Buenos Aires, revenind în Chile în 1960.
A început să scrie pentru revista Revista Ercilla în 1959 când s-a trezit călătorind prin Europa, de unde și-a trimis reportajele. El a continuat ca editor și critic literar al acelei publicații până în 1964. A fost și co-editor al revistei mexicane Siempre.
În 1961, s-a căsătorit cu pictorița, scriitoarea și traducătoarea María del Pilar Serrano (1925–1997), cunoscută și sub numele de María Esther Serrano Mendieta, fiica lui Juan Enrique Serrano Pellé din Chile și Graciela Mendieta Alvarez din Bolivia. Donoso o întâlnise anterior în Buenos Aires.[3]
Ei au părăsit din nou Chile în 1965 pentru Mexic, iar mai târziu Donoso a fost un scriitor rezident la Universitatea din Iowa din 1965 până în 1967, când s-a mutat cu soția sa în Spania.[3][1] În 1968, cuplul a adoptat o fetiță de trei luni din Madrid, pe care au numit-o María del Pilar Donoso Serrano, cunoscută cel mai bine drept Pilar Donoso.
În 1981, după întoarcerea sa în Chile, a condus un atelier de literatură în care, în prima perioadă, mulți scriitori precum Roberto Brodsky, Marco Antonio de la Parra, Carlos Franz, Carlos Iturra, Eduardo Llanos, Marcelo Maturana, Sonia Montecino Aguirre , Darío Oses, Roberto Rivera și, foarte trecător, Jaime Collyer, Gonzalo Contreras și Jorge Marchant Lazcano, printre alții. Ulterior au participat, printre alții, Arturo Fontaine Talavera, Alberto Fuguet și Ágata Gligo.
În același timp, a continuat să publice romane, deși nu au primit aceleași repercusiuni ca lucrările precedente: La desesperanza (Curfew), romanele Taratuta și Naturaleza muerta con cachimba (Natura moartă cu pipă) și Donde. van a morir los elefantes (1995). El mocho (1997) și Lagartija sin cola (Povestea șopârlei) au fost publicate postum.

## Moartea sa
José Donoso a murit de cancer la ficat în casa sa din Santiago, 7 decembrie 1996, la vârsta de 72 de ani. Pe patul de moarte, conform credinței populare, el a cerut să-i citească poeziile lui Altazor al lui Vicente Huidobro. Rămășițele sale au fost îngropate în cimitirul unui centru balnear situat în provincia Petorca, la 80 de kilometri de Valparaíso.
În 2009, fiica sa, Pilar Donoso, a publicat o biografie a tatălui ei, intitulată Correr el tupido velo (Desenarea vălului), bazată pe jurnalele, notițele și scrisorile private ale tatălui ei, precum și pe propriile amintiri ale lui Pilar.